# Herrestaldene
Herrestaldene (dansk) eller Herrenstall (tysk) er en sidegade til Nørregade i den indre by (Sankt Gertrud) i Flensborg. Den smalle stræde fører fra Nørregaden ned til Skibsbroen ved Flensborg havn. Den blev nævnt første gang i 1582. Gadenavnet henviser til Duborg Slots hestestalde, som fandtes her i nærheden af havnen. Herrestaldene og Slotsgaden var i middelalderen den korteste vej fra havnen op til Duborgen. Gaden blev i 1800-tallet hjemmet for småborgere, håndværkere og arbejdere.
Herrestaldene er præget af små gavlhuse fra 1700-tallet. I gadens vestlige del blev dog en del af de gamle bygninger nedrevet i 1900-tallet. Parallelt løbende gange er Oluf-Samson-Gangen (i syd) og Nørrefiskergaden (i nord).